# 1287年
| 千纪： | 2千纪 |
| 世纪： | 12世纪 \| 13世纪 \| 14世纪                                                                                 |
| 年代： | 1250年代 \| 1260年代 \| 1270年代 \| 1280年代 \| 1290年代 \| 1300年代 \| 1310年代                           |
| 年份： | 1282年 \| 1283年 \| 1284年 \| 1285年 \| 1286年 \| 1287年 \| 1288年 \| 1289年 \| 1290年 \| 1291年 \| 1292年 |
| 纪年： | 丁亥年（猪年）；元至元二十四年；越南重興三年；日本弘安十年                                                 |

## 大事记
- 蒲甘王朝國王那臘底哈勃德遣使至雲南乞降，元朝應允，派遣達魯花赤出使其國。然而那臘底哈勃德計劃先到卑謬召集軍隊，再北上回蒲甘城，卻被鎮守此地的兒子底哈都逼迫服毒而死，元雲南王也先帖木兒、元將張萬等人率軍攻破蒲甘城，結束元緬戰爭。
- 底哈都弒父後，又殺了兄長烏沙那，隨後進攻位於德拉的兄弟覺蘇瓦，但被擊退。
- 4月4日——伐麗流趁蒲甘王國的衰敗，統一下緬甸，建立勃固王國的前身。
- 12月6日——金帳汗國入侵波蘭王國，被擊退。

## 出生
- 王冕，卒于1359年，72岁

## 逝世
- 那臘底哈勃德，緬甸蒲甘王朝的君主，前任國王烏茲那的兒子。

## 其他纪年法
- 干支：丁亥
- 日本
  - 弘安十年
  - 皇紀紀元一千九百四十七年
- 中国
  - 元：至元二十四年
- 朝鮮
  - 高麗：忠烈王十三年
  - 檀紀三千六百二十年
- 越南
  - 陳朝：重興三年
- 佛曆：1829年－1830年
- 伊斯蘭曆：685年－686年
- 希伯來曆：5047年－5048年